# Amerikansk Samoa ved sommer-OL 2020
Amerikansk Samoa deltager under Sommer-OL 2020 i Tokyo som bliver afviklet i perioden 23. juli til 8. august 2021.

## Medaljer
| 2020 Tokyo       | Guld | Sølv | Bronze | Total |
| Amerikansk Samoa | 0    | 0    | 0      | 0     |

### Medaljevinderne
| Amerikansk Samoa under sommer-OL 2020 i Tokyo | Amerikansk Samoa under sommer-OL 2020 i Tokyo | Amerikansk Samoa under sommer-OL 2020 i Tokyo | Amerikansk Samoa under sommer-OL 2020 i Tokyo | Amerikansk Samoa under sommer-OL 2020 i Tokyo |
| Medalje                                       | Navn                                          | Sport                                         | Event                                         | Dato                                          |
| --------------------------------------------- | --------------------------------------------- | --------------------------------------------- | --------------------------------------------- | --------------------------------------------- |
| -                                             | -                                             | -                                             | -                                             | -                                             |